# Molodyojny
Molodyojny (em russo: Молодёжный) é uma localidade urbana fechada da Rússia situada no óblast de Moscou. Possui uma população de cerca de 2.920 habitantes (2010).